# USS Sable (IX-81)
El USS Sable (IX-81) fue un portaaviones de entrenamiento de agua dulce de la Armada de los Estados Unidos durante la Segunda Guerra Mundial. Fue la conversión de un vapor de ruedas laterales, y máquinas alimentadas con carbón. Construido originalmente como vapor de ruedas laterales de recreo con el nombre de Greater Buffalo, fue convertido en portaaviones en 1942 para ser usado en los Grandes Lagos. Fue utilizado para el entrenamiento avanzado de los pilotos aeronavales en  la realización de despegues y apontajes sobre la cubierta de un portaaviones. Uno de los aviadores navales que completó su entrenamiento en el Sable fue el futuro presidente de los estados Unidos George H. W. Bush.
Tras la Segunda Guerra Mundial, el USS Sable fue dado de baja el 7 de noviembre de 1945. El 7 de julio de 1948 fue vendido para desguace a la H.H. Buncher Company.

## Construcción
Anteriormente llamado Greater Buffalo, El USS Sable  fue construido originalmente en 1924 por American Ship Building Company en Lorain, Ohio como vapor de ruedas laterales de recreo, y diseñado por el ingeniero Frank E. Kirby. Cuando fue completado, el Greater Buffalo tenía una eslora de 158,1 m, una manga de 17,68 m, un calado de  6,49 m y un desplazamiento de 7863 t. Su movimiento dependía de una máquina de vapor de triple expansión.

## Historial
Desde 1924 a 1942, el Greater Buffalo fue utilizado como buque de transporte nocturno para más de 1500 pasajeros entre Búfalo, Nueva York  y Detroit, Míchigan  para la  Detroit and Cleveland Navigation Company. Fue adquirido por la Armada de los Estados Unidos el  7 de agosto de 1942 por la  War Shipping Administration  y renombrado Sable el 19 de septiembre de 1942.

### Reforma
El Sable fue modificado en la Erie Plant of American Shipbuilding Company de Buffalo, NuevaYork. Fueron retiradas la superestructura y las cabinas del pasaje, dejando la cubierta principal y unos apoyos, sobre los que se instaló una cubierta de vuelo de acero, en lugar de una de madera similar a la del Wolverine prevista originalmente. El Sable carecía de hangar bajo la cubierta de vuelo, elevadores o armamento, ya que su papel, era el de entrenar pilotos en despegues y aterrizajes desde un portaaviones. El  Sable fue dado de alta el 8 de mayo de 1943, bajo el mando del capitán William A. Schoech.

### Tareas de entrenamiento

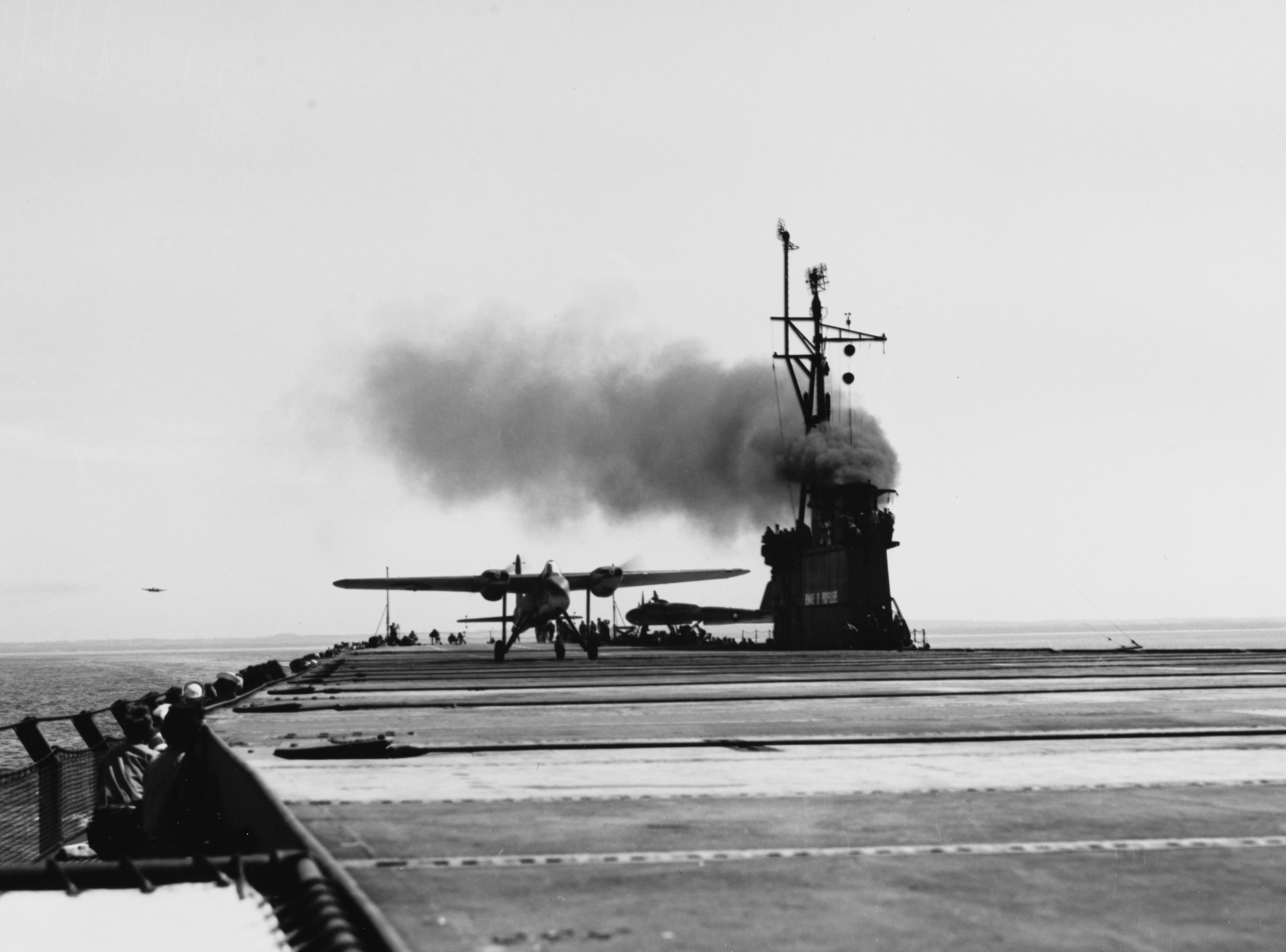
Dos Naval Aircraft Factory TDN a bordo del Sable.

Una vez completado, el Sable partió de Buffalo el 22 de mayo de 1943 y arribó a su puerto base en Chicago, Illinois el 26 de mayo de 1943. El Sable junto al Wolverine, fue asignado al 9º distrito naval de portaaviones de cualificación (CQTU). Tras el final de la Segunda Guerra Mundial, fue puesto en reserve el 7 de noviembre de 1945 y dado de baja del registro naval de buques el 28 de noviembre de 1945. Fue vendido por la comisión marítima a  H. H. Buncher Company el 7 de julio de 1948 a la que fue entregado el 27 de julio de 1948.

### Legado
Juntos, el Sable y el Wolverine entrenaron y cualificaron a 17 820 pilotos en 116 000 aterrizajes en portaaviones. De ellos, 51 000 aterrizajes fueron en el Sable. Uno de los pilotos cualificados en el Sable, fue un joven teniente de 20 años, y futuro presidente de los Estados Unidos  George H. W. Bush. Se estima que entre 135 y 300 aviones se accidentaron durante los entrenamientos, de los cuales, 35, pudieron ser salvados para continuar con su función.